# Létard Ier (archevêque de Nazareth)
Létard Ier ou Attard, mort en 1158, était archevêque de Nazareth, dans le royaume de Jérusalem, de 1153 jusqu'à sa mort.

## Biographie
Létard devint archevêque après la mort de son prédécesseur Robert Ier pendant le Siège d'Ascalon en 1153. Il assista au règne du roi Baudouin III de Jérusalem et assista aux confirmations et aux diplômes du roi, ainsi qu'à ceux de son frère, le comte Amaury. Il était présent au synode convoqué par le patriarche latin de Jérusalem, Foucher d'Angoulême, pour censurer le prieur et les chanoines du mont des Oliviers,.
Après que le roi Baudouin eut échappé à la capture par des soldats de Nur ad-Din au milieu de l'année 1157, il fut décidé qu'il se marierait. La Haute cour de Jérusalem estima que la meilleure alliance pour le royaume serait celle avec l'Empire byzantin. Avec le connétable de Jérusalem, Onfroy II de Toron, Létard dirigea une mission à Constantinople afin d'arranger une union entre le roi et un membre de la famille impériale byzantine,. Les ambassadeurs arrivèrent en 1157, mais l'empereur Manuel Ier Comnène les fit attendre des mois. L'empereur ne pouvait s'engager à aider militairement Jérusalem qu'après avoir conclu une trêve avec le royaume de Sicile en 1158, après quoi il n'y eut plus d'obstacles pour les négociations. La mission aboutit au mariage du roi avec la nièce de l'empereur, Théodora Comnène. Létard mourut cependant à Constantinople et son corps fut rapatrié à Nazareth pour être inhumé dans sa cathédrale. Il fut remplacé comme archevêque de Nazareth par Létard II, qui avait jusqu'alors été prieur de Nazareth.